# Callistemon montanus
Callistemon montanus là một loài thực vật có hoa trong Họ Đào kim nương. Loài này được C.T.White ex S.T.Blake mô tả khoa học đầu tiên năm 1958.